# Gazrikean
Els Gazrikean foren una família de nakharark (nobles) d'Armènia que tenien el seu feu hereditari al Gazrikeanq, a la província de Baspracània.